# 德氏馬面魨
德氏馬面魨為輻鰭魚綱魨形目鱗魨亞目單棘魨科的其中一種，為亞熱帶海水魚，東印度洋的澳洲南部及塔斯馬尼亞海域，棲息深度可達70公尺，體長可達28公分，棲息在大陸棚，生活習性不明。

## 扩展阅读
維基物種上的相關：德氏馬面魨